# 高山蓍
高山蓍（学名：Achillea alpina）是菊科蓍属的植物。分布在朝鲜、俄罗斯、蒙古、远东、日本以及中国大陆的东北、山西、河北、内蒙古、宁夏、甘肃等地，生长于海拔1,000米至2,500米的地区，多生长于灌丛间、山坡草地以及林缘，目前尚未由人工引种栽培。
蓍為「鋸齒草」之古稱，古時取其莖以為占卜之用。

## 别名
羽衣草、蚰蜒草、锯齿草

## 簡介
陳淏子《花鏡·蓍草》引《本草綱目》云：「蓍，神草也，為百草之長，生少室山谷，今蔡州上蔡縣白龜祠旁有之。其形似蒿，作叢高五、六尺。一本二十餘莖，至多者四、五十莖。生梗條最直，獨異於蒿。秋後有花，出於枝端，色紅紫如菊，結實如艾子。……蓍至百年，則百莖共生一根。其所生之處，獸無虎狼，草無毒螯，上有青雲覆之，下有神龜守之。易取五十莖，為卜筮之用。揲則其應如響，產於文王、孔子墓上者更靈，取用以末大於本者為佳。天子蓍長九尺，諸侯七尺，大夫五尺，士三尺。如無蓍草亦可以荊、蒿代之。”